# Altorricón
För kommunen, se Altorricón (kommun i Spanien)
Altorricón (kat. El Torricó, lok. Altorricó) är en ort i Spanien.   Den ligger i provinsen Provincia de Huesca och regionen Aragonien, i den nordöstra delen av landet, 400 km öster om huvudstaden Madrid. El Torricó / Altorricon ligger 262 meter över havet och antalet invånare är 1 462.
Terrängen runt Altorricón är platt åt sydväst, men åt nordost är den kuperad.Runt Altorricón är det ganska tätbefolkat, med 172 invånare per kvadratkilometer. Närmaste större samhälle är Almacelles, 8,1 km söder om Altorricón. Trakten runt Altorricón består till största delen av jordbruksmark.